# تل محمد امینی
تل محمد امینی مربوط به سدهٔ ۳ ه.ق است و در شهرستان ممسنی، بخش مرکزی، روستای سراب بهرام واقع شده و این اثر در تاریخ ۱۲ بهمن ۱۳۸۱ با شمارهٔ ثبت ۷۲۱۲ به‌عنوان یکی از آثار ملی ایران به ثبت رسیده است.